# Liste der Stolpersteine in Nidda
Die Liste der Stolpersteine in Nidda enthält die Stolpersteine die vom Künstler Gunter Demnig in Nidda verlegt worden sind. Stolpersteine erinnern an das Schicksal der Menschen, die von den Nationalsozialisten ermordet, deportiert, vertrieben oder in den Suizid getrieben wurden. Die Stolpersteine wurden von Gunter Demnig konzipiert und verlegt. Sie liegen im Regelfall vor dem letzten selbstgewählten Wohnsitz des Opfers.

## Gedenken in Nidda
Im Jahr 1986 wurde von der Niddaer Kommune in der Ortsmitte am Johanniterturm ein Gedenkstein aufgestellt. Er trägt unter einem siebenarmigen Leuchter die Inschrift: „Zur Erinnerung an unsere 91 jüdischen Bürger, die während der Gewaltherrschaft 1933 - 1945 vertrieben und ermordet wurden“. An der früheren Synagoge wurde eine Bronzetafel zur Erinnerung angebracht. Seit 2003 besteht das Zimmermann-Strauss-Museum, welches die jüdische Geschichte der Region dokumentiert. Unweit des Bahnhofes erinnert die Emanuel-Eckstein-Anlage an den letzten Vorsteher der jüdischen Gemeinde von Nidda.

## Verlegte Stolpersteine
In der Gemeinde Nidda wurden am 15. Februar 2014 fünf Stolpersteine verlegt. Sie sind dem Gedenken an Emanuel Eckstein und dessen Familie gewidmet. Eckstein war der letzte Vorsteher der jüdischen Gemeinde in Nidda.
| Stolperstein | Inschrift | Verlegeort     | Name, Leben                                        |
| ------------ | --- | -------------- | -------------------------------------------------- |
|              | HIER WOHNTE EMANUEL ECKSTEIN JG. 1875 UNFREIWILLIG VERZOGEN 1938 FRANKFURT RÜCKKEHR 19.10.1939 VON HJ ZU TODE GEHETZT 19.10.1939 | Schlossgasse 8 | Emanuel Eckstein (1873–1939)                       |
|              | HIER WOHNTE SITTA ECKSTEIN GEB. KATZ JG. 1875 UNFREIWILLIG VERZOGEN 1938 FRANKFURT DEPORTIERT 1941 ERMORDET IN MINSK             | Schlossgasse 8 | Sitta Eckstein, geborene Katz (1875–1941/45)       |
|              | HIER WOHNTE BERTHA KUGELMANN GEB. ECKSTEIN JG. 1903 UNFREIWILLIG VERZOGEN 1938 FRANKFURT DEPORTIERT 1941 ERMORDET IN MINSK       | Schlossgasse 8 | Bertha Kugelmann, geborene Eckstein (1903–1941/45) |
|              | HIER WOHNTE JOSEF KUGELMANN JG. 1895 UNFREIWILLIG VERZOGEN 1938 FRANKFURT DEPORTIERT 1941 ERMORDET IN MINSK                      | Schlossgasse 8 | Josef Kugelmann (1895–1941/45)                     |
|              | HIER WOHNTE SIGRID KUGELMANN JG. 1931 UNFREIWILLIG VERZOGEN 1938 FRANKFURT DEPORTIERT 1941 ERMORDET IN MINSK                     | Schlossgasse 8 | Sigrid Kugelmann (1931–1941/45)                    |

## Verlegedatum
- 15. Februar 2014